# فرشتگان چارلی (فیلم ۲۰۰۰)
فرشتگان چارلی (به انگلیسی: Charlie's Angels) فیلمی اکشن کمدی محصول سال ۲۰۰۰ آمریکا به کارگردانی جوزف مک‌گینتی نیکول است. در این فیلم بازیگرانی همچون کامرون دیاز، درو بریمور و لوسی لیو نقش سه کارمند خانم را برای آژانس تحقیقات خصوصی ایفا می‌کنند. ادامه‌ای بر این فیلم با عنوان فرشتگان چارلی ۲ در سال ۲۰۰۳ به نمایش درآمد.

## داستان
ناتالی، دیلین و الکس سه نفری هستند که علیه جرم و جنایت مبارزه می‌کنند و به نام فرشتگان چارلی معروفند. این سه تن برای فردی بنام چارلی میلیونر مرموز و نامرئی کار می‌کنند و اخیراً هم مأموریت تازه‌ای به آنها محول شده‌است. اریک نوکس غول کامپیوتر ربوده شده و مظنون اولیه کسی نیست جز راجر کوروین رقیب جدی نوکس که آرزوی داشتن تکنولوژی جدید او را در سر می‌پروراند، این تکنولوژی جدید صدا را رمز گشایی می‌کند. ویویان وود شریک تجاری نوکس فرشتگان چارلی و باسلی که منشی چارلی و واسطه بین فرشتگان و چارلی است را استخدام می‌کند تا نوکس را نجات بدهند.
آنها پس از نفوذ به مرکز فرماندهی کوروین سعی می‌کنند نوکس را نجات دهند...
چندی بعد کوروین به قتل می‌رسد و مشخص می‌شود فرشتگان چارلی قربانی توطئه نوکس و ویویان شده و نوکس از آنها برای دست یافتن به چارلی استفاده کرده بود. وی قصد کشتن چارلی را دارد زیرا وی پدر نوکس را که یک جاسوس دو جانبه بوده در جنگ ویتنام به قتل رسانده‌است.
فرشتگان به محض پی بردن به این موضوع، نوکس، وود و افرادشان را تعقیب می‌کنند و به مخفیگاه عظیمی می‌رسند که نوکس در آنجاست و قصد پیدا کردن محل چارلی و نابود کردن وی را دارد. فرشته‌ها نوکس را با بمب خودش در هلیکوپتر به قتل می‌رسانند.